# Fusillade des quartiers généraux de la CIA de 1993

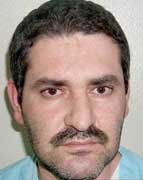
Mir Aimal Qazi peu après son arrestation en 1997.

La fusillade des quartiers généraux de la CIA de 1993 est un double-meurtre devant les quartiers généraux de la CIA à Langley le 25 janvier 1993. Armé d'une Kalachnikov, le Pakistanais Mir Aimal Kansi tire mortellement sur deux employés de la CIA arrêtés à un feu de circulation et en blesse trois autres. En fuite, il quitte le pays et est placé sur la liste des dix fugitifs les plus recherchés du FBI. Après une chasse à l'homme de quatre ans, Qazi est arrêté dans un hôtel au Pakistan et extradé aux États-Unis,. Kansi est condamné à la peine de mort. Sa peine est exécutée par injection létale en 2002.
Kansi était en colère contre la politique du gouvernement américain au Moyen-Orient et dans les pays Musulmans.